# Gedrósie

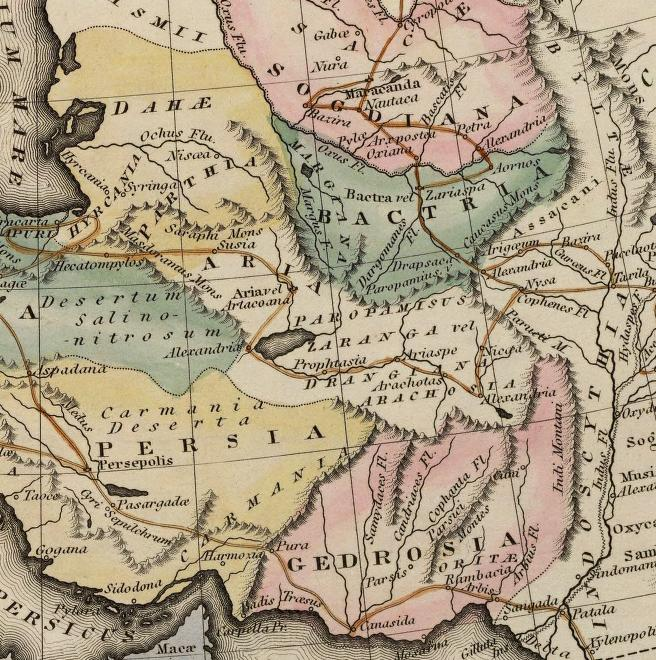
Mapa zachycující tažení Alexandra Makedonského přes Gedrósii

Gedrósie (řecky Γεδρωσία) je historická oblast, které dnes přibližně odpovídá Balúčistán v Pákistánu, její jižní hranici tvoří Ománský záliv. V roce 325 př. n. l. přes Gedrósii táhl Alexandr Makedonský se svými vojsky na cestě zpět do Babylónu. Po roce 302 př. n. l. připadla Čandraguptovi Maurjovi z dynastie Maurjů, který ji tak vytrhl z područí Seleuka I. Níkátóra.